# 白と黒のナイフ
『白と黒のナイフ』（しろとくろのナイフ 原題：Jagged Edge）は、1985年制作のアメリカ合衆国のミステリ・サスペンス映画。監督は当初はブライアン・デ・パルマがすることになっていた。

## あらすじ
サンフランシスコの出版王の孫娘が別荘で殺害され、その傍で頭を殴られて昏倒していた夫のジャックが容疑者として起訴された。
ジャックは腕利きの女性弁護士テディを雇い、無罪を主張して徹底抗戦を計るが、クラスニー検事は、ジャックが妻の死で莫大な財産を相続する立場にある事や、ジャックのロッカーに凶器として使用された狩猟用ナイフ＝ジャグド・エッジとそっくりのナイフがあったという目撃証言、ジャックの愛人の証言などを突き付けてきて、ジャックを追い詰める。
テディはジャックに不信感を抱きながらも、私立探偵のサムの協力を得て無罪の証拠探しに奔走する。やがてテディは、ジャックと弁護人と依頼人の間柄を越えた親密な関係になっていく。
テディたちの努力もあって、裁判は次第にジャック有利に傾いていき、ついに無罪を勝ち取る。テディとジャックはその夜、無罪の喜びを分かち合った。
しかし翌朝、ジャックの部屋でタイプライターを見つけたテディは事件の戦慄の真相を知る…。

## キャスト
| 役名                       | 俳優                       | 日本語吹替                     |
| 役名                       | 俳優                       | テレビ朝日版                   |
| -------------------------- | -------------------------- | ------------------------------ |
| テディ・バーンズ           | グレン・クローズ           | 小沢寿美恵                     |
| ジャック・フォレスター     | ジェフ・ブリッジス         | 津嘉山正種                     |
| トーマス・クラスニー検事   | ピーター・コヨーテ         | 小川真司                       |
| サム・ランサム             | ロバート・ロッジア         | 大塚周夫                       |
| キャリガン判事             | ジョン・デナー             | 田村錦人                       |
| フランク・マーティン       | ランス・ヘンリクセン       | 千田光男                       |
| グレッグ・アーノルド       | ウィリアム・アレン・ヤング | 福田信昭                       |
| アンドリュー・ハーデスティ | ジェームズ・カレン         | 筈見純                         |
| スコット・タルボット       | サンフォード・ジェンセン   | 牛山茂                         |
| ジュリー・ジェンセン       | カレン・オースティン       | 藤田淑子                       |
| ヴァージニア・ハウウェル   | リー・テイラー＝ヤング     | 沢田敏子                       |
| リチャード・ダフィン       | ブルース・フレンチ         | 山野史人                       |
| デヴィッド・バーンズ       | ブランドン・コール         | 中村幸介                       |
| ジェニー・バーンズ         | クリスティーナ・ハッター   | 藤枝成子                       |
| マシュー・バーンズ         | ガイ・ボイド               | 有本欽隆                       |
| ゴールドマン               | ベン・ハマー               | 村松康雄                       |
| テッド・フィッツパトリック | ジェームズ・ウィンクラー   | 秋元羊介                       |
| オースティン・ロフトン     | ウッディ・エネイ           | 塚田正昭                       |
| ファブリジー               | ルイス・ジャンバルヴォ     | 池田勝                         |
| アイリーン・エイヴリー     | ダイアン・エリクソン       | 幸田直子                       |
| ボビー・スレード           | マーシャル・コルト         | 屋良有作                       |
| 女性判事                   | サラ・カニンガム           | 竹口安芸子                     |
| スタイルズ夫人             | フィリス・アップルゲイト   | 高橋ひろ子                     |
| キャシー                   | アン・ウォーカー           | さとうあい                     |
|                            |                            |                                |
| 演出                       |                            | 蕨南勝之                       |
| 翻訳                       |                            | たかしまちせこ                 |
| 調整                       |                            | 遠西勝三                       |
| 効果                       |                            | 猪飼和彦                       |
| 制作                       |                            | 千代田プロダクション           |
| 初回放送                   |                            | 1989年12月3日 『日曜洋画劇場』 |